# School '94
School 94 är ett band från Göteborg. De debuterade 2013 med singeln SoLong. 2014 släppte de Like You EP. Bandet består av Alice b och medlemmar från Skansros. School '94 har utsetts till veckans nya band av tidskriften The Guardian. 

## Bandmedlemmar
- Alice Boteus - sång
- Per Svensson - gitarr
- Filip Leyman - trummor
- Felix Andersson - bas

## Diskografi
EP
- Like You EP (2013, Luxury)

Singlar
- SoLong (2013, Luxury)